# Super A'Can
Super A’can – stacjonarna konsola gier wideo wydana w 1995 roku na Tajwanie i Chinach przez Funtech. Konsola korzysta z mikroprocesora Motorola 68000, który jest również używany w konsolach Sega Mega Drive i Neo Geo. Wydano łącznie dwanaście gier na tę platformę.

## Historia
Super A’Can miał konkurować z innymi konsolami gier wideo piątej generacji, takimi jak PlayStation, Nintendo 64 i Sega Saturn. Opracowane przez Funtech urządzenie okazało się być porażką m.in. ze względu na brak obsługi grafiki 3D oraz wysoką cenę. Producent konsoli stracił na niej blisko 6 milionów dolarów i dość szybko porzucił dla niej wszelkie wsparcie, rezygnując także z wprowadzania do produkcji przystawki wprowadzającej obsługę CD. Ostatecznie Funtech zniszczył cały sprzęt od produkcji i rozwoju Super A’Can, a wszystkie pozostałe urządzenia sprzedano w Stanach Zjednoczonych jako złom.

## Specyfikacja techniczna
| CPU                 | Motorola 68000 10,738635 MHz |
| Pamięć              | 64 KB roboczego RAM, 32 KB RAM, 128 KB VRAM 10,738635 MHz                                                                              |
| GPU                 | UMC UM6618 |
| Audio               | UMC UM6619 z obsługą dźwięku stereo |
| Kartridże           | Pojemność: 112 MB, z wbudowaną pamięcią SRAM do 64 KB                                                                                  |
| Kontroler i gniazda | Kontroler z czterema przyciskami akcji, krzyżakiem i przyciskami select i start. Istnieje możliwość podpięcia maksymalnie dwóch padów. |
| Komunikacja         | RF, composite video |